# Wladimir Sergejewitsch Iljuschin
Wladimir Sergejewitsch Iljuschin (russisch Владимир Сергеевич Ильюшин; * 31. März 1927 in Moskau; † 1. März 2010 ebenda) war ein sowjetischer Testpilot. Er war der Sohn von Sergei Wladimirowitsch Iljuschin.

## Leben
Iljuschin arbeitete zunächst in einer Flugzeugfabrik, trat im Jahre 1944 in die Rote Armee ein und wurde Jagdflieger. Er ging an die Moskauer Schukowski-Akademie, die er 1951 abschloss. Anschließend begann seine Ausbildung zum Testpiloten. Zwischen April 1953 und Dezember 1957 arbeitete er am Flugforschungsinstitut LII und wechselte dann zum OKB Suchoi, wo er bis zum Ende seiner Karriere 1981 blieb. Während der Jahre 1943 bis 1981 flog Iljuschin auf 145 verschiedenen Flugzeug- und Hubschraubertypen, darunter Ersterprobungen mit insgesamt 12 Modellen der Suchoi-Familie. Das letzte von ihm eingeflogene Muster war die Suchoi Su-27.
International bekannt wurde Wladimir Iljuschin, als er am 14. Juli 1959 mit einer speziell ausgerüsteten Suchoi Su-9 (T-431) mit 28.852 m einen absoluten Höhenweltrekord für Flugzeuge aufstellte. Insgesamt stellte er drei Weltrekorde mit Suchoi-Maschinen auf.
1960 wurde er als Held der Sowjetunion ausgezeichnet. Darüber hinaus wurde Iljuschin für seine Leistungen mit dem Leninorden, dem Leninpreis (1976) und dem Staatspreis der Russischen Föderation (1996) ausgezeichnet. Iljuschin bekleidete den militärischen Rang eines Generalmajors.

## Sonstiges
Nach einer Verschwörungstheorie soll Iljuschin einige Tage vor Juri Gagarin als erster Mensch den Weltraum erreicht haben, jedoch bei der Landung in China schwer verletzt worden sein. Der schlechte Gesundheitszustand Iljuschins sei ein Grund gewesen, weshalb man den Flug öffentlich nicht publik machte. Dieser Zwischenfall sei der Hauptgrund gewesen, warum die Volksrepublik China als einziger mit der Sowjetunion verbündeter Staat nicht zum erfolgreichen Flug Gagarins gratulierte.
Iljuschin war ein Förderer des Rugbysports in der Sowjetunion. Er gründete den sowjetischen Rugbyverband und spielte eine bedeutende Rolle bei der Entstehung der ersten Vereinsmeisterschaft. 2013 wurde er in die World Rugby Hall of Fame aufgenommen.